# デンマーク海軍艦艇一覧
デンマーク海軍艦艇一覧は、デンマーク王国海軍が過去保有した、または現在保有する、または将来保有する予定の、未完成・計画中止を含めた歴代艦艇一覧である。
凡例

## 現有勢力（2024年時点）
- 国防予算：50億6,000万ドル[1]
- 海軍人員：2,400名[1]
- 艦船隻数：61隻（排水量20t以上）[1]

フリゲート×9
哨戒艦×3
哨戒艇×35
多目的艇×10
調査艦×1
輸送艦×1
王室ヨット×1
水中作業支援艇×1
- 航空機数：26機[1]

艦載ヘリコプター×9
陸上固定翼機×4
陸上ヘリコプター×13

## 艦艇一覧（近代海軍以前）

### ガレオン
- ノルスケ・レーウェ（Norske Lowe）
- ソフィア・アマリア（Sophia Amalia）

### 戦列艦
二等戦列艦
- ヴァルデマー（Waldemar） - ??年、84門
- フレデリク6世（Frederik VI） - ??年、84門

三等戦列艦
- ダーネブログ（Dannebrog） - ??年、72門

機走戦列艦
- スキョル（Skjold） - 1833年、64門

### フリゲート
帆走
- テティス（Thetis） - ??年、48門
- ロタ（Rota） - ??年、48門
- ハフルーエン（Havfruen） - ??年、48門
- ベローナ（Bellona） - ??年、48門
- トーデンスキョル（Tordenskjold） - ??年、44門

機走
- トルデンスキョル（Tordenskjold） - 1852年、34門
- ニールス・ユール（Niels Juel） - 1855年、42門
- シェラン（Sjaelland） - 1858年、42門
- ユラン（Jylland） - 1860年、44門

### コルベット
帆走
- オルゴスクトベット

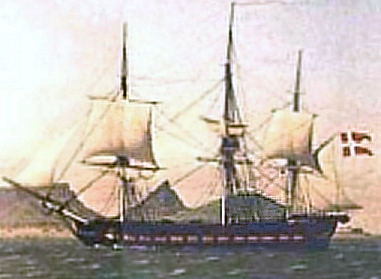
帆走コルベット「ガラテア」

- ガラテア（Galathea） - ??年、26門
- ヴァルキリエン（Valkyrien） - ??年、20門
- ナヤデン（Najaden） - ??年、14門
- サガ（Saga） - ??年、12門

機走
- トール（Thor） - 1851年、12門
- ヘイムダル（Heimdal） - 1856年、16門
- セント・トマス（St. Thomas） - 1871年、5門

## 艦艇一覧（近代海軍）

### 主力艦

#### 戦艦
草創期の戦艦
- ダーネブログ（Dannebrog） - 1隻 ※ 舷側砲門艦
- ピーザ・スクラム（Peder Skram） - 1隻 ※ 舷側砲門艦
- デンマーク（Danmark） - 1隻 ※ 舷側砲門艦
- オーディン（Odin） - 1隻 ※ 中央砲門艦
- トルデンスキョル（Helgoland） - 1隻 ※ 砲塔装甲艦

海防戦艦
- イーヴァ・ヴィトフェルト（Iver Hvitfeldt） - 1隻
- スキョル（Skjold） - 1隻
- ヘルゴラン（Helgoland） - 1隻
- ヘアロフ・トロレ級 - 3隻

ヘアロフ・トロレ（Herluf Trolle）、 オルファト・フィシャ（Olfert Fischer）、ピーザ・スクラム（Peder Skram）
- ニールス・ユール（Niels Juel） - 1隻

モニター艦
- ロルフ・クラケ（Rolf Krake） - 1隻
- リンドルメン（Lindormen） - 1隻
- ゴーム（Gorm） - 1隻

### 水上戦闘艦

#### 巡洋艦
草創期の巡洋艦
- フェン（Fyen） - 1隻

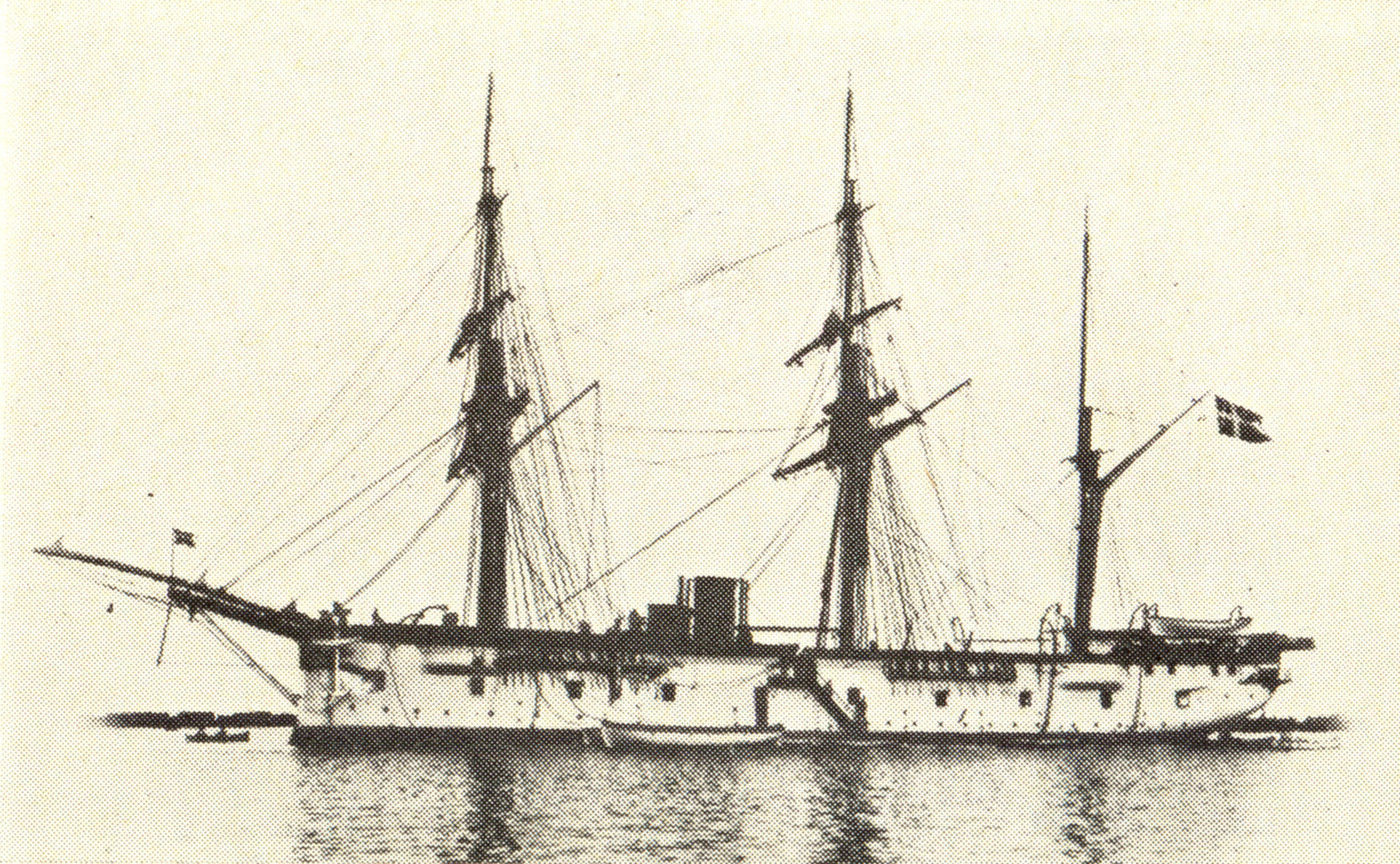
機帆走巡洋艦「フェン（Fyen）」

防護巡洋艦
- ヴァルキリエン（Valkyrien） - 1隻
- ヘクラ級 - 3隻

ヘクラ（Hekla）、ゲイザー（Gejser）、ヘイムダル（Heimdal）

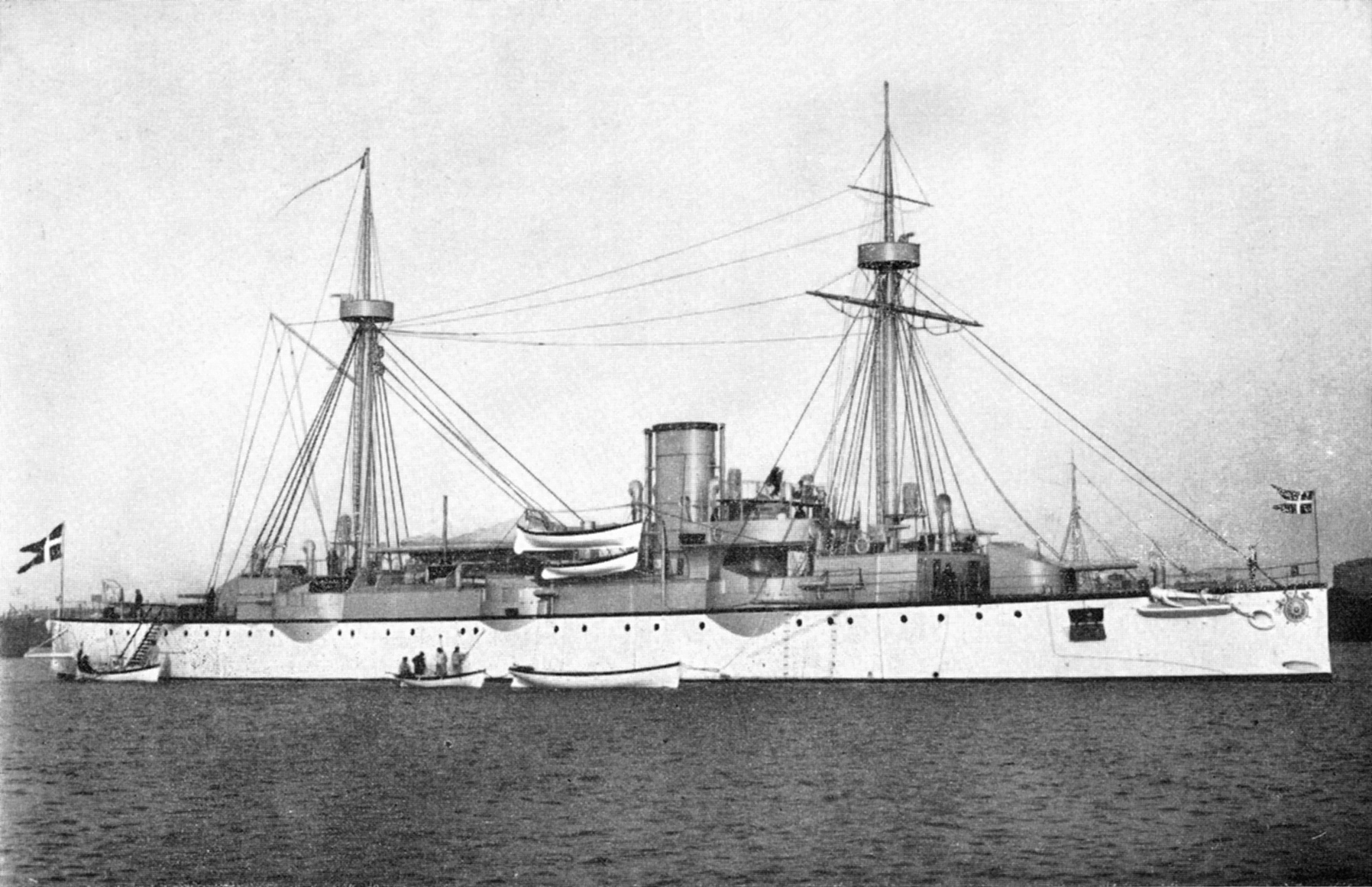
防護巡洋艦Valkyrien (1899)
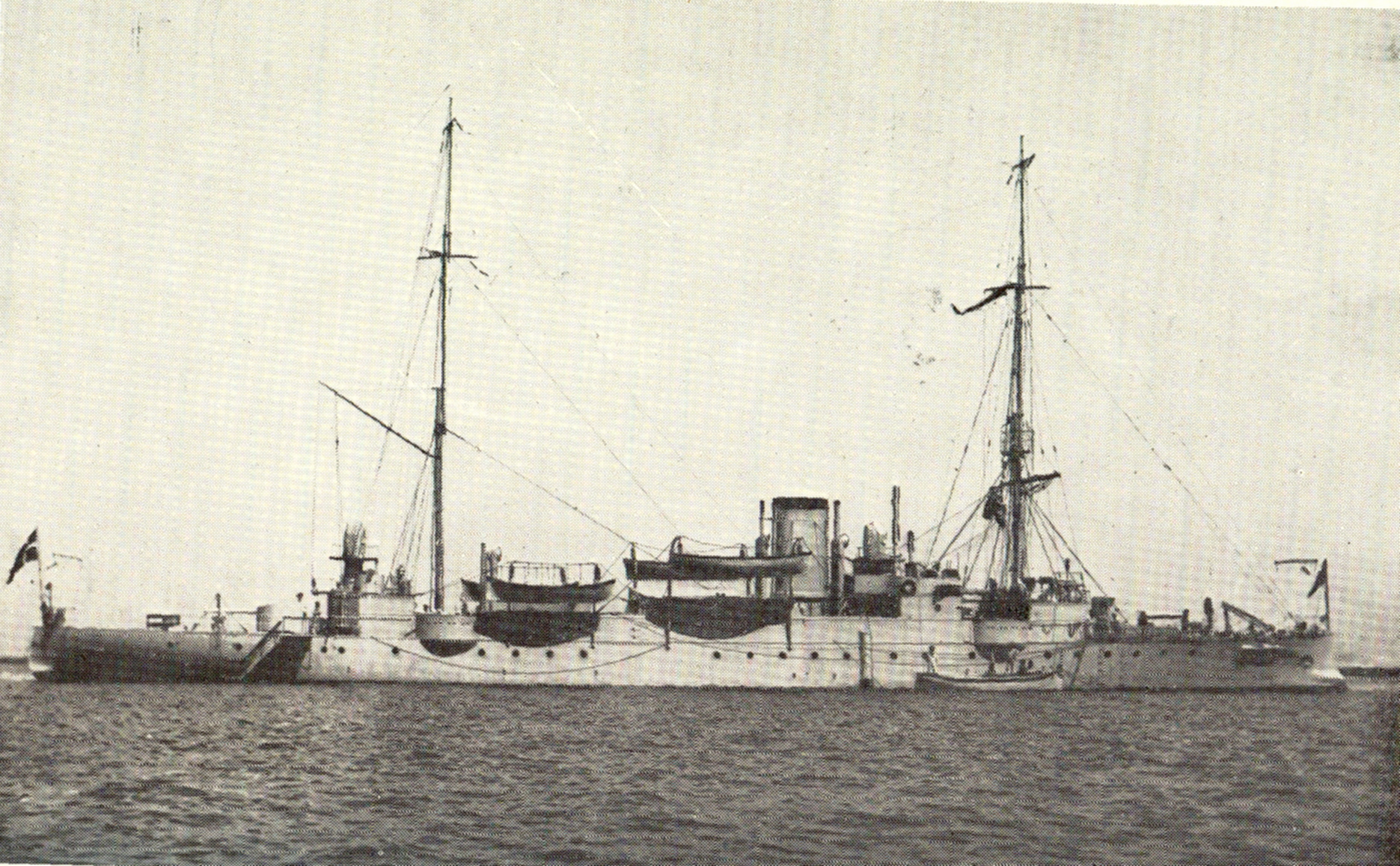
防護巡洋艦Hekla (1909)
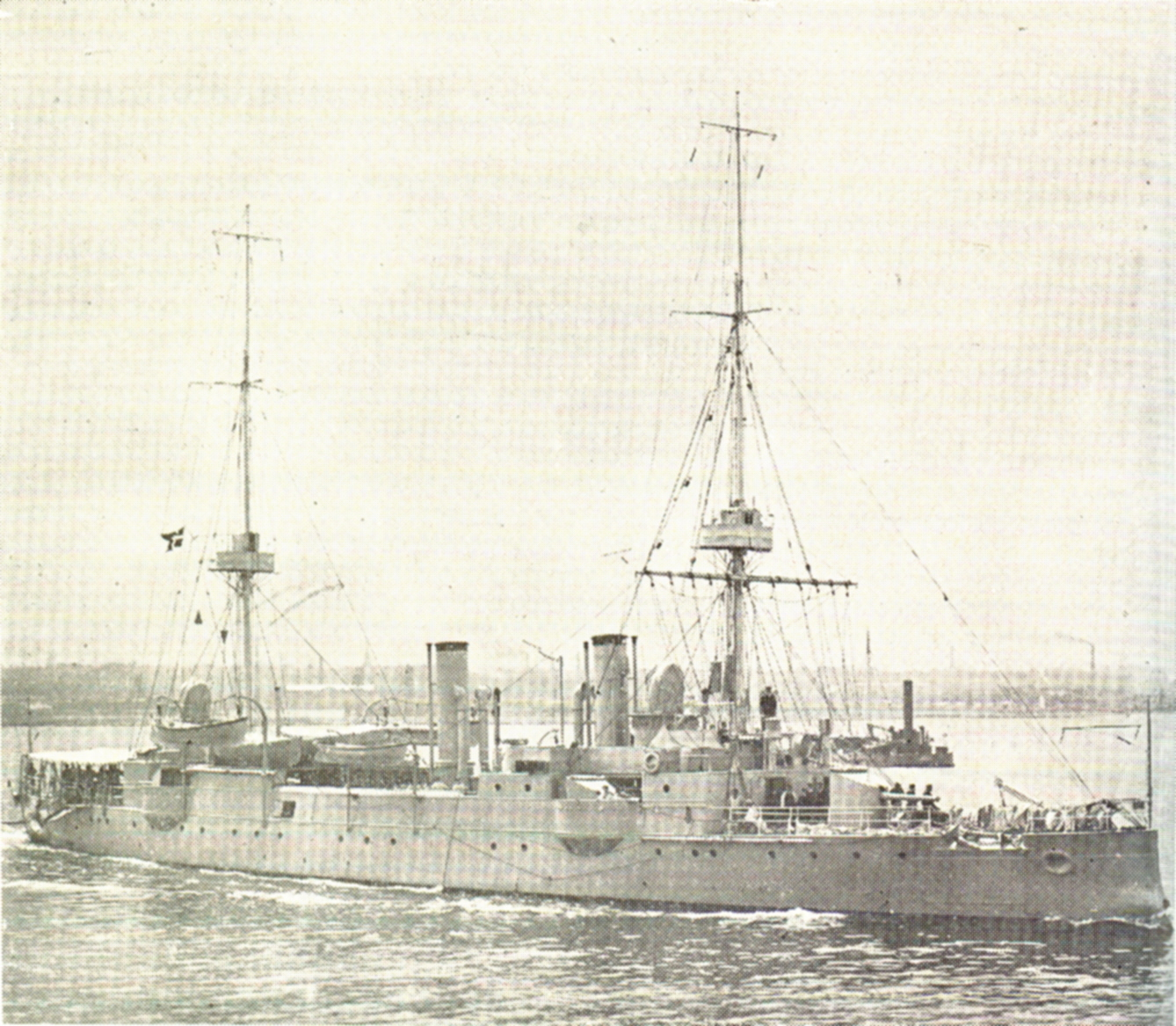
防護巡洋艦Geiser (1919)
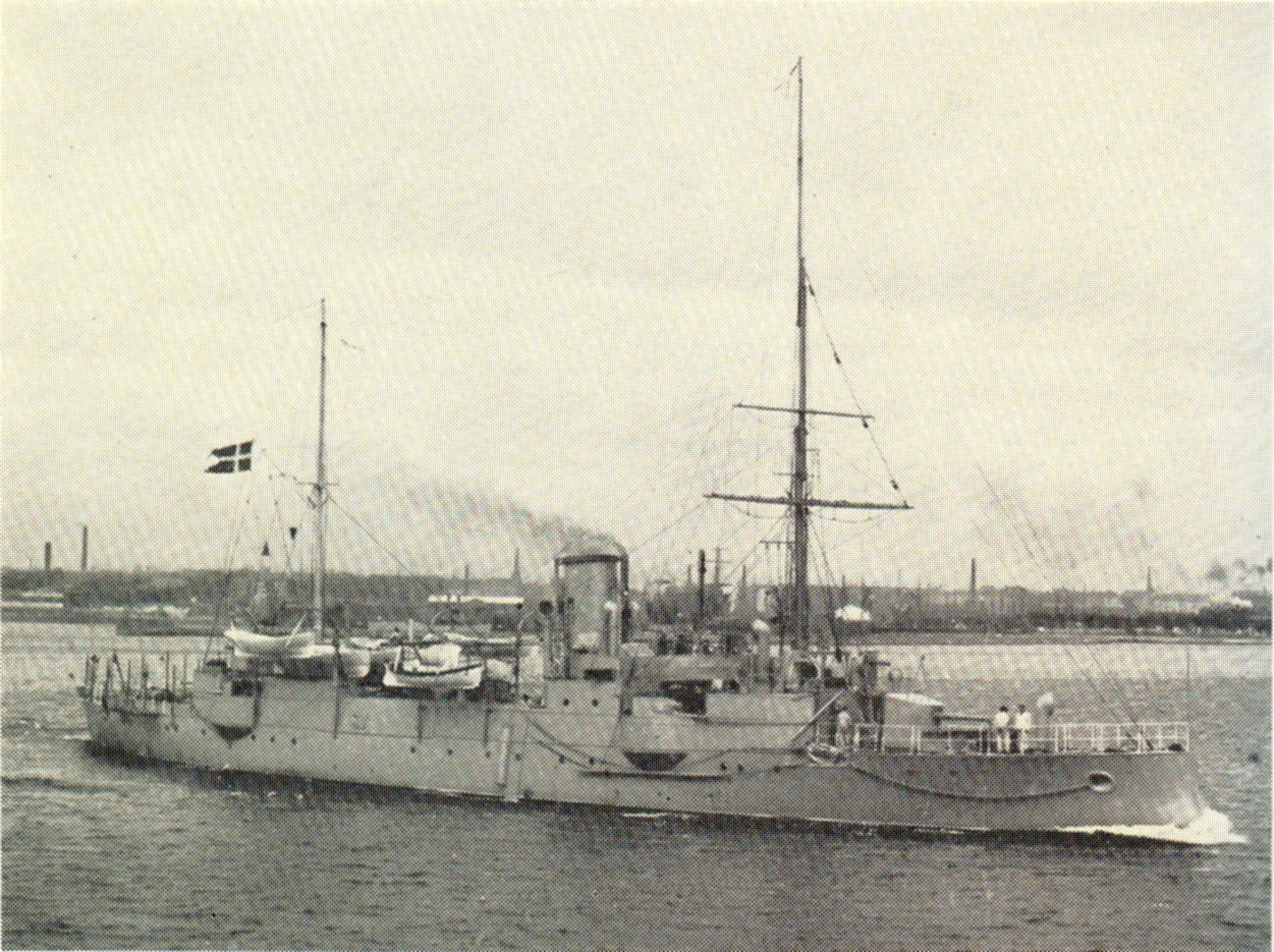
防護巡洋艦Heimdal (1906)

水雷巡洋艦・水雷砲艦
- トルデンスキョル（Tordenskjold） - 1隻 ※ Torpedo Ram

#### 駆逐艦
- ナヤーデン型駆逐艦
  - ナヤーデン、ニンフェ

#### フリゲート
- ヴィスビョーネン級 - 4隻

ヴィスビョーネン（F348 Hvidbjornen）、ヴァエデレン（F349 Vædderen）、インゴルフ（F350 Ingolf）、フィラ（F351 Fylla）
- ピーザ・スクラム級 - 2隻

ピーザ・スクラム（F352 Peder Skram）、ヘアロフ・トロレ（F353 Herluf Trolle）
- セティス級 - 4隻[1]

セティス(F-357 Thetis)、トリトン(F-358 Triton)、ヴァエデレン(F-359 Vædderen)、ヴィビューネン(F-360 Hvidbjørnen)
- アプサロン級 - 2隻[1]

アプサロン（F341 Absalon）、エスベアン・スナーレ（F342 Esbern Snare）
- イーヴァル・ヒュイトフェルト級 - 3隻[1]

イーヴァル・ヒュイトフェルト（F361 Iver Huitfeldt）、ピーター・ヴィレモーエス（F362  Peter Willemoes）、ニルス・ユーエル（F363 Niels Juel）

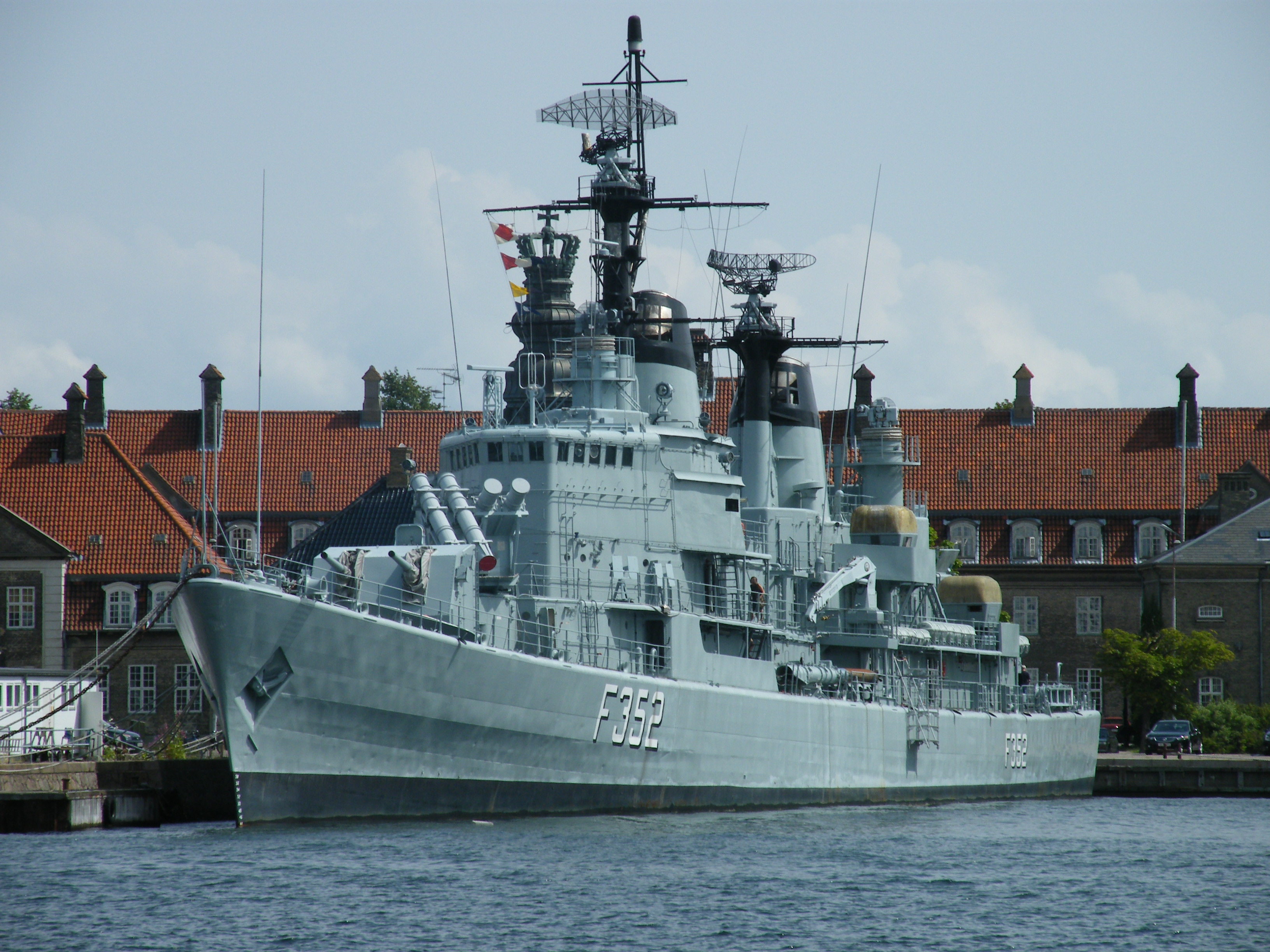
フリゲート「ピーザ・スクラム（Peder Skram）」
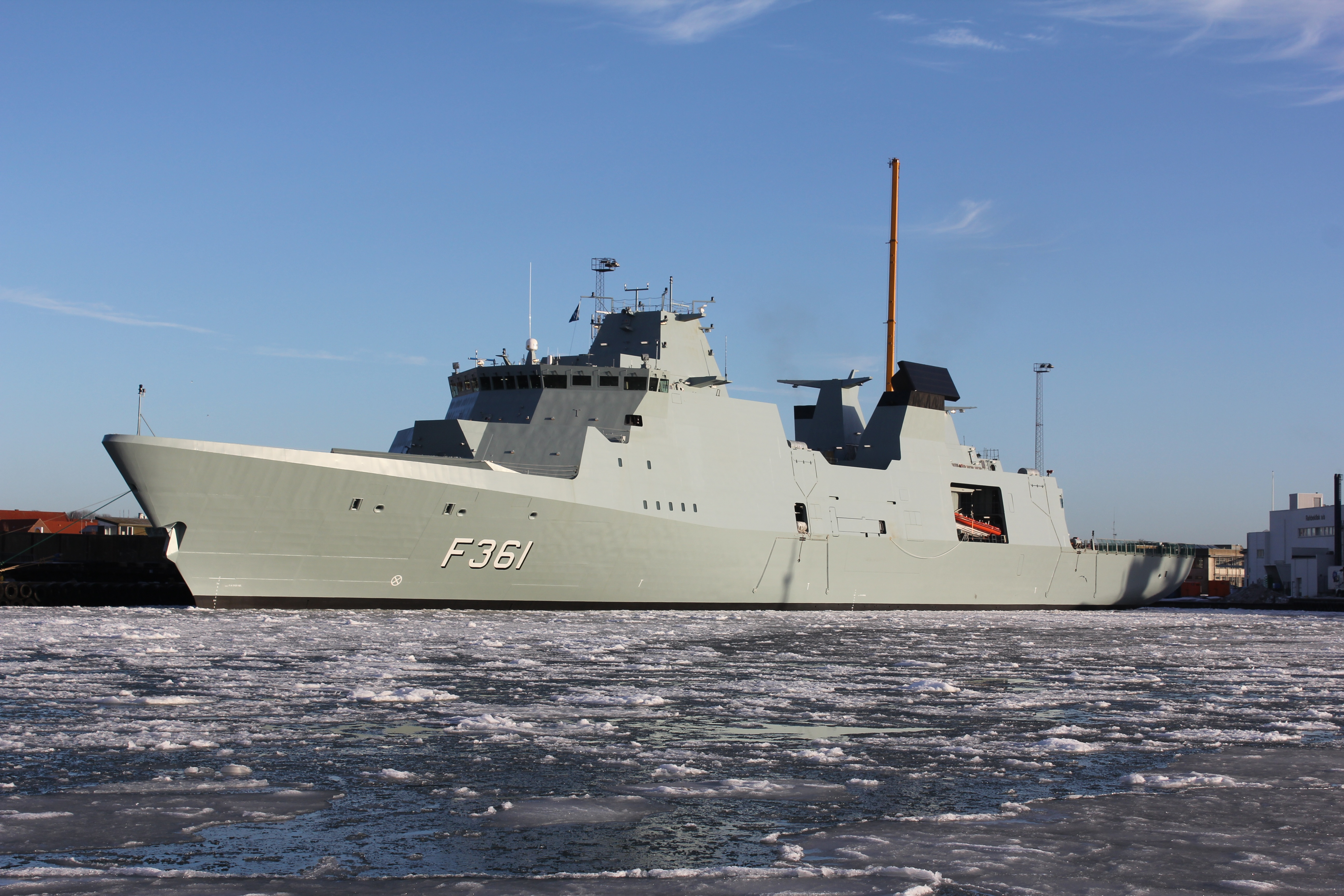
フリゲート「イーヴァル・ヒュイトフェルト（F361 Iver Huitfeldt）」

#### コルベット
- テティス級(旧・英フラワー級コルベット)
- トリトン級 - 4隻

ベローナ（F344 Bellona）、ディアナ（F345 Diana）、フィオーラ（F346 Fiora）、トリトン（F347 Triton）
- ニールス・ユール級 - 3隻

ニールス・ユール (F354 Niels Juel)、オルファト・フィシャ (F355 Olfert Fischer)、ピーダ・トーデンスキョル(F356 Peter Tordenskiold)

#### スループ
- ダグマー（Dagmar） - 1隻
- （Hvidbjornen） - 1隻
- （Ingolf） - 1隻

### 潜水艦

#### 通常動力型潜水艦
WW Iまでの潜水艦
- 『Fiat サン・ジョルジョ』型 - 1隻

（Dykkeren）
- 『ホワイトヘッド』型 - 6隻

（Havmanden）、ハウフル（Havfruen）、セティス（Thetis）、ナヤデン（Najaden）、ニュムフェン（Nymfen）、（Den Andra April）
- 『ホワイトヘッド』型 - 5隻

エーギル（Ægir）、ガラテア（Galathea）、ネプトゥーン（Neptun）、ラン（Ran）、トリトン（Triton）
- 『Navy』型 - 3隻

ベローナ（Bellona）、フローラ（Flora）、ロタ（Rota）
WW IIまでの潜水艦
- 『Navy』型 - 2隻

（Daphne）、（Dryaden）

### 機雷戦艦艇

#### 敷設艦艇
機雷敷設艦
- ロッセン（Lossen） - 1隻
- （Hjælperen） - 1隻
- Kvintus級 - 2隻

（Kvintus）、（Sixtus）
- ファルスター級 - 4隻

ファルスター（N80 Falster）、フェン（N81 Fyen）、モーエン（N82 Møen）、シェラン（N83 Sjælland）
敷設艇
- Minekran-I[2] - 1隻
- 『Minekran-II』級 - 2隻

Minekran-II、III
- Minekran-IV - 1隻
- 『Minekran-V』級 - 2隻

Minekran-V、VI
- リンドルメン（N43 Lindormen） - 1隻

### 哨戒艦艇

#### 高速戦闘艇
ミサイル艇
- ヴィレモーエス級 - 10隻

ビーユ（P540 Bille）、ブレダル（P541 Bredal）、ハマー（P542 Hammer）、ヒュイトフェルト（P543 Huitfeldt）、クリエゲル（P544 Krieger）、ノービー（P545 Norby）、ロッドスティーン（P546 Rodsteen）、セヘステッド（P547 Sehested）、スエンソン（P548 Suenson）、ヴィレモーエス（P549 Willemoes）

#### 哨戒・警備艦艇

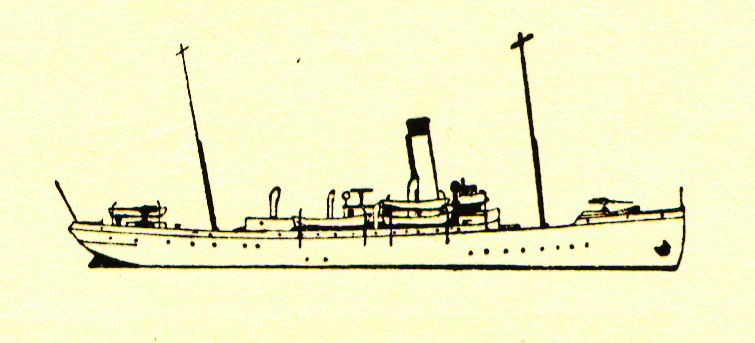
漁業監視船Islands Falk

砲艦
- フィーラ級 - 2隻

フィーラ（Fylla）、ディアナ（Diana）
- ファルスター（Falster） - 1隻
- Öresund級 - 3隻

（Öresund）、ストア・ベルト（Store Belt）、（Lille Belt）
- （Möen） - 1隻
- Grönsund級 - 2隻

（Grönsund）、（Guldborgsund）
砲艇
- ダフネ級 - 9隻

ダフネ（P530 Daphne）、ドリアーデ（P531 Dryaden）、ハフマンデン（P532 Havmanden）、ハフルーエン（P533 Havfruen）、ナヤデン（P534 Najaden）、ニュムフェン（P535 Nymfen）、ネプチューン（P536 Neptun）、ラン（P537 Ran）、ロタ（P538 Rota）
哨戒艦
- ヴェスキッテレン（F330 Beskytteren） - 1隻

- クヌート・ラスムッセン級 - 2隻

クヌート・ラスムッセン（P570 Knud Rasmussen）、アイナー・ミケルセン（P571 Ejnar Mikkelsen）
哨戒艇
- 『No.1』[3] - 1隻
- 『No.2』型 - 2隻

No.2、3
- 『No.4』型 - 4隻

No.4、5、6、7
- 『No.8』型 - 2隻

No.8、9
- 『No.10』型 - 2隻

No.10、11
- 『No.12』型 - 2隻

No.12、13
- 『No.14』型 - 2隻

No.14、15
- ホルム級 - 6隻

ビルクホルム（A541 Birkholm）、フィルホルム（A542 Fyrholm）、エルスホルム（A543 Ertholm）、アルホルム（A544 Alholm）、ヒルスホルム（MSD5 Hirsholm）、サルトホルム（MSD6 Saltholm）
- ディアナ級 - 6隻

ディアナ（P520 Diana）、フレジャ（P521 Freja）、ハゥフルエン（P522 Havfruen）、ナヤデン（P523 Najaden）、ニュムフェン（P524 Nymfen）、ロタ（P525 Rota）
- フリーヴェフィスケン級 - 14隻

フリーヴェフィスケン（P550 Esbern Snare）、ヘイジェン(P551 Hajen)、ハヴカッテン（P552 Havkatten）、ラクセン（P553 Laxen）、マクレレン（P554 Makrelen）、ストレン（P555 Støren）、スヴェートフィスケン（P556 Sværdfisken）、グレンテン（P557 Glenten）、グリッベン（P558 Gribben）、ロメン（P559 Lommen）、ラヴネン（P660 Ravnen）、スカデン（P661 Skaden）、ヴィベン（P662 Viben）、スルヴェン（P663 Søløven）
哨戒カッター
- アグドレク級 - 3隻

アグドレク（Y386 Agdlek）、アグパ（Y387 Agpa）、トゥルクック（Y388 Tulugaq）
水雷艇
- ハヴォルネン級 - 3隻

ヘーエン（A1 Hajen）、ハヴォルネン（A2 Havörnen）、（A3 Söbjörnen）
- オルメン（B1 Ormen） - 1隻
- 『Schichau』型 - 3隻

（C1 Tumleren）、（C2 Vindhunden）、（C3 Spækhuggeren）
- 『ヤーロー』型 - 3隻

（D1 Söridderen）、（D2 Flyvefisken）、（D3 Söulven）
- ハバロッセン級 - 3隻

ハバロッセン（E1 Hvalrossen）、（E2 Delfinen）、（E3 Svaerdfiskin）
- 改『オルメン』級 - 10隻

（B2 Springeren）、（B3 Stören）、（B4 Sölöven）、（B5 Söhunden）、（B6 Havhesten）、（B7 Narvhalen）、（B8 Makrelen）、（B9 Nordkaperen）、（B10 Havkatten）、（B11 Saelen）
- ドラーケン級 - 6隻

ドラーケン（Dragen）、フヴァーレン（Glenten）、ラクセン（Högen）、グレンテン（Hvalen）、ヘーゲン（Laxen）、オルネン（Örnen）
漁業監視船
- （Islands Falk） - 1隻

### 補助艦艇

#### 支援艦艇
水雷母艦
- （Grönsund） - 1隻

潜水母艦
- （Henrik Gerner） - 1隻

魚雷揚収船
- （Slejpner） - 1隻

母艦
- （Fenris） - 1隻 ※ Tug and Squadron Tender

輸送艦
- スレイプニル（A559 Sleipner）

#### 練習艦艇
練習艦
- （Skonnert Ingolf） - 1隻

#### その他
測量艦
- Söhunden級 - 2隻

（Söhunden）、（Marstrand）
- （Willemoës） - 1隻

王室ヨット
- ダンネブロ（A540 Dannebrog） - 1隻

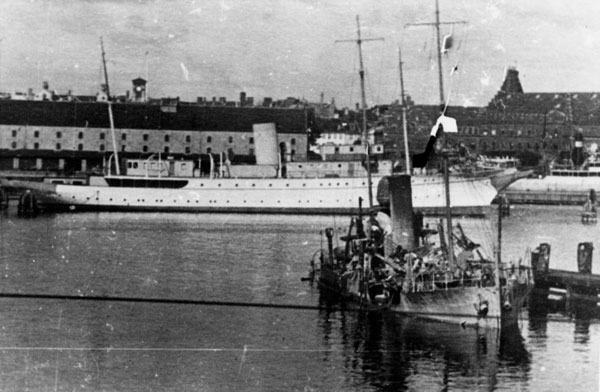
王室ヨットダンネブロ（1932年撮影）
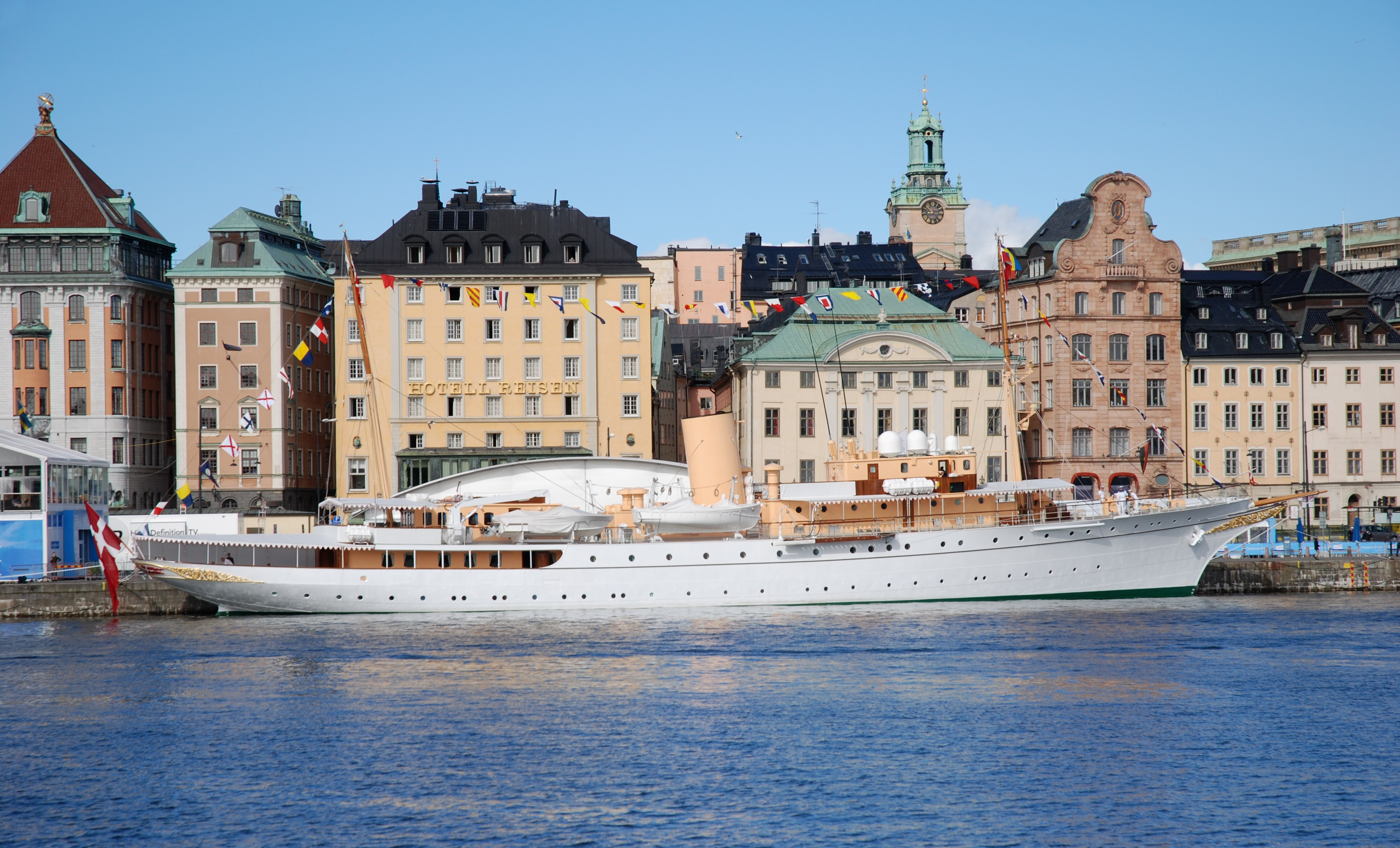
王室ヨットダンネブロ（2010年撮影）

- アブサロン級多目的支援艦 - 2隻

アブサロン（L-16 Absalon）、エスベアン・スナーレ（L-17 Esbern Snare）

## 関連組織所属船艇

### コーストガード

#### 警備救難業務用船艇
巡視船
- （Absalon） - 1隻
- （Saltholm） - 1隻
- （Beskytteren） - 1隻
- （Diana） - 1隻
- （Islands Falk） - 1隻